# Movimento Comunità
Il Movimento Comunità era un partito politico italiano di orientamento federalista, socialista liberale e liberaldemocratico. Fondato in Piemonte nel 1947 per volontà dell'imprenditore progressista Adriano Olivetti, per simbolo aveva una campana adornata da un nastro con la scritta Humana Civilitas.

## Storia

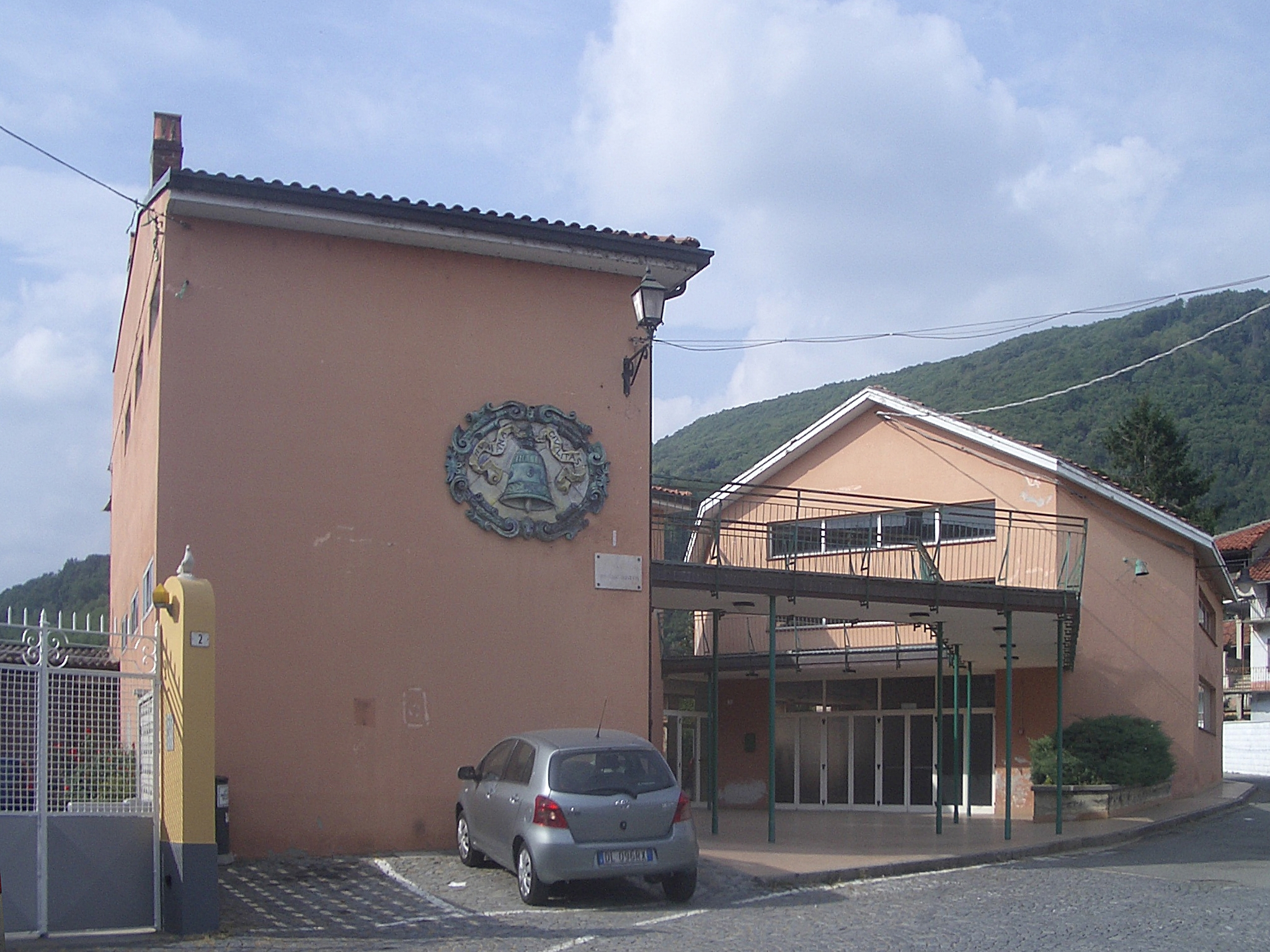
Il Centro Comunitario di Palazzo Canavese; sulla facciata è visibile il simbolo del Movimento Comunità fondato da Adriano Olivetti

Il movimento cominciò dapprima a competere nelle elezioni amministrative con un programma volto ad opporsi alla partitocrazia e allo Stato centralista di impostazione giacobina, supportando il federalismo sulla base di libere comunità locali.
Alle elezioni del 1953 il movimento come Humana Civilitas si presenta solo in tre collegi del Senato (Torino centro, Biella, Ivrea) candidando Olivetti e ottenendo 39.912 voti (10,19%), insufficienti per ottenere un seggio a palazzo Madama.
L'11 aprile 1956, la Lista Comunità si presentò alle elezioni comunali ad Ivrea con Adriano Olivetti come candidato sindaco e in lista l'ex sindaco Umberto Rossi e il motociclista Ermanno Ozino, la lista vinse le elezioni e Olivetti venne nominato sindaco dal Consiglio Comunale con 18 voti su 20.
In occasione delle elezioni politiche del 1958, il movimento decise di presentarsi insieme al Partito dei Contadini d'Italia e al Partito Sardo d'Azione nel cartello Comunità della Cultura, degli Operai e dei Contadini d'Italia il quale ottenne 173.227 voti (0,59%) alla Camera dei deputati e 142.897 voti (0,55%) al Senato. Olivetti diventa l'unico parlamentare alla Camera del cartello elettorale con 18.923 preferenze.
Olivetti si dovette dimettere da deputato il 23 ottobre 1959 per incompatibilità col suo ruolo nella giunta tecnico-consultiva dell'INA-Casa. Gli subentrò il 12 novembre Franco Ferrarotti che poi aderì al PSDI. Tre mesi dopo moriva improvvisamente Olivetti.
Il 10 settembre 1961 il Comitato Centrale del Movimento Comunità riunito a Milano approvò la «rinuncia alla lotta politica elettorale attraverso una propria organizzazione» invitando al contempo i propri iscritti a continuare a far politica «nell'ambito della tradizione socialista fabiana».

## Risultati elettorali
| Elezione | Elezione | Voti    | %    | Seggi   |
| --- | -------- | ------- | ---- | ------- |
| Politiche 1953a | Camera   | -       | -    | 0 / 590 |
| Politiche 1953a | Senato   | 39.912  | 0,16 | 0 / 237 |
| Politiche 1958b | Camera   | 173.227 | 0,59 | 1 / 596 |
| Politiche 1958b | Senato   | 142.897 | 0,55 | 0 / 246 |
| a Con il nome di Humana Civilitas b Nella lista Comunità della Cultura, degli Operai e dei Contadini d'Italia con Partito dei Contadini d'Italia e Partito Sardo d'Azione |          |         |      |         |